# Gūgānlū
Gūgānlū är en ort i Iran.   Den ligger i provinsen Khorasan, i den nordöstra delen av landet, 700 km öster om huvudstaden Teheran. Gūgānlū ligger 1 651 meter över havet och antalet invånare är 174.
Terrängen runt Gūgānlū är huvudsakligen kuperad. Gūgānlū ligger nere i en dal. Runt Gūgānlū är det ganska glesbefolkat, med 38 invånare per kvadratkilometer. Närmaste större samhälle är Kachalānlū, 3,9 km nordväst om Gūgānlū. Trakten runt Gūgānlū består i huvudsak av gräsmarker.